# Volturara Appula
Volturara Appula är en ort och kommun i provinsen Foggia i regionen Apulien i Italien. Kommunen hade 401 invånare (2017).